# Cisplatin
Cisplatin là hóa chất được sử dụng để điều trị một số bệnh ung thư, gồm ung thư tinh hoàn, ung thư buồng trứng, ung thư cổ tử cung, ung thư vú, ung thư bàng quang, ung thư vùng đầu cổ, ung thư thực quản, ung thư phổi, u trung biểu mô, u não và u nguyên bào thần kinh. Hóa chất được đưa vào cơ thể bằng tiêm tĩnh mạch.
Tác dụng phụ thường gặp gồm ức chế tủy xương, rối loạn chức năng nghe, suy thận và nôn mửa. Tác dụng phụ nghiêm trọng khác  gồm tê bì, đi lại khó khăn, dị ứng, rối loạn điện giải và bệnh tim mạch. Sử dụng trong khi thai kỳ khiến thai nhi bị đầu độc. Cisplatin thuộc nhóm thuốc chống ung thư gốc platin. Cơ chế hoạt động là hóa chất gắn vào DNA và ức chế quá trình tái bản DNA.

## Chỉ định
Cisplatin được truyền tĩnh mạch pha với nước muối để điều trị u ác tính. Hóa chất được sử dụng để điều trị nhiều loại bệnh ung thư như sarcoma (sarcôm), một số ung thư biểu mô (carcinoma, ví dụ như ung thư phổi tế bào nhỏ, ung thư vùng đầu cổ loại tế bào vảy và ung thư buồng trứng), u lympho, ung thư bàng quang, ung thư cổ tử cung, và u tế bào mầm.
Cisplatin là đặc biệt hiệu quả trong điều trị ung thư tinh hoàn với tỷ lệ từ 10% 85%.

## Tác dụng không mong muốn
Cisplatin có một số tác dụng phụ có thể hạn chế công dụng của nó:
- Độc cho thận (tổn thương thận) là mối quan tâm lớn. Cần giảm liều thuốc khi độ thanh thải creatinin của bệnh nhân (đáng giá chức năng thận) giảm xuống. Uống đủ nước và lợi tiểu được sử dụng để đề phòng tổn thương thận.

- Độc thần kinh (tổn thương thần kinh) có thể xác định bằng kiểm tra dẫn truyền thần kinh trước và sau khi điều trị. Tác dụng phụ của cisplatin lên thần kinh bao gồm rối loạn thị giác và thính giác, có thể xảy ra ngay sau khi bắt đầu điều trị.[5]  Gần đây các nghiên cứu cho thấy rằng cisplatin ức chế không cạnh tranh với  một chất vận chuyển ion natri - hydro gắn trên màng - NHE-1. Nó chủ yếu xuất hiện trên các tế bào thần kinh ngoại vi, tập hơn nhiều ở trung tâm tiếp nhận kích thích thần kinh thị giác và thính giác

- Buồn nôn và nôn: cisplatin là một trong những hóa chất gay nôn nhiều nhất, nhưng triệu chứng này được dự phòng hiệu quả bằng thuốc chống nôn (ondansetron, granisetron.) kết hợp với corticosteroid.

- Độc trên tai (mất thính giác)

- Rối loạn điện giải: Cisplatin có thể gây ra hạ magnesi máu, hạ kali máu và hạ calci máu.

- Thiếu máu tan máu (thiếu máu huyết tán).[6]